# Bésame Radio (Colombia)
Bésame Radio es una cadena de radio colombiana, propiedad de Caracol Radio. Su programación musical está centrada en el pop latino romántico y baladas clásicas de los 80. Posee estaciones en 11 ciudades del país. En Medellín, conserva un formato de balada clásica; y en Bogotá, su programación incluye la balada pop y la balada clásica se hace énfasis en un segmento especial que se transmite los sábados y domingos de 6 a 10 de la mañana (las inolvidables de Bésame radio).  
Bésame Radio se replicó en otros países del continente, con emisoras en México, Costa Rica, Chile y Panamá.

## Historia

### 2003
Bésame llegó a Colombia el 1 de enero de 2003, tras la adquisición por parte del Grupo Prisa de la mayoría de las acciones de la cadena Caracol Radio reemplazando la marca Corazón Estéreo, con excepción en Medellín donde se mantiene en la actualidad su histórica marca: La Voz de Colombia. La idea original del Grupo Prisa era tener algunas marcas internacionales que permitieran unificar conceptos de programación, aprovechar su presencia en varios países para lograr acuerdos para promociones con artistas y eventos promocionales, y buscar una comercialización panregional.
De esta forma, la marca bandera en el campo musical fue Los 40 Principales, y en la radio hablada W Radio. Sin embargo, y ante el auge del Pop Latino a inicios de la década del 2000, se creó también la marca Bésame.
Para la creación del formato y la búsqueda de un nombre para lo que se pretendía que fuera una cadena internacional, los directores nacionales de programación de México, Colombia, Argentina, Chile y Costa Rica se reunieron en Bogotá bajo la dirección de Álex Grijelmo, director de contenidos de Prisa Radio. Mediante una lluvia de ideas y con la participación de otras áreas de la empresa, cada director presentó su propuesta de nombre y en votación secreta se escogió este nombre.
Hasta finales de 2002, Caracol Radio contaba con una cadena de emisoras llamada Los 40 Principales pero con un formato diferente al de España. En vista de que ya se contaba con dos formatos juveniles, Radioacktiva y Oxígeno, se había decidido que Los 40 Principales de Colombia tendría una programación más adulta y con los éxitos del pop latino, un género musical popular a inicios de los años 2000. Algunas de estas emisoras tuvieron éxito en audiencia. Su eslogan era "Los 40 Principales, con lo mejor del Pop Latino".
No obstante, algunas de las emisoras que conformaban Los 40 Principales pasaron a ser parte de la cadena Bésame, mientras que algunas estaciones afiliadas a Oxígeno pasaron a formar parte de Los 40 Principales, de programación juvenil
El primer director de Bésame en Bogotá fue Alejandro Nieto Molina. 
Inicialmente, Bésame contó con frecuencias en 8 ciudades del país: Bogotá 100.4 FM, Medellín 94.9 FM, Cali 95.5 FM, Barranquilla 97.6 FM, Bucaramanga 1270 AM, Pereira 88.7 FM, Popayán 98.1 FM y Duitama 1260 AM.

### 2005-2013
En mayo de 2005 la frecuencia de Bésame en Duitama fue reemplazada por Radio Recuerdos que, posteriormente, se incorporó al sistema Oxígeno Popular. En agosto de 2006, se efectuó el relanzamiento de la marca Oxígeno como emisora especializada en el género reguetón para Bogotá en los 100.4, reemplazado a Bésame. El 1 de marzo de 2006, la radio llega a Sogamoso en la frecuencia 88.6 FM y, poco después, a Sincelejo en la frecuencia 103.5 FM. La emisora reemplazó a «La Vallenata» en ambas ciudades. En 2007, Bésame llegó a Armenia en la frecuencia 106.4 FM, luego de que la emisora «40 Principales» se trasladara a la frecuencia 104.7 FM.
En 2008 Oxígeno Adulta llega a Popayán 98.1, Sogamoso 88.6 FM y Sincelejo 103.5 reemplazando a Bésame en esas ciudades. En 2009, la emisora regresa a Bogotá en 97.4 reemplazando «La vallenata». El formato romántico incorporaba no solo baladas, sino pop latino romántico y vallenato romántico. En ese mismo año, la radio en Cali, Barranquilla, Bucaramanga, Pereira/Manizales y Armenia fue relanzada como W Radio.
En 2011 Bésame llega a Tunja en la frecuencia 1120 AM, en reemplazo de Radio Reloj.
El 3 de julio de 2013, la emisora en Bogotá cede su frecuencia a La Vallenata. En ese momento, en Colombia la única frecuencia que quedaba operando era Bésame Medellín, conocida como «La voz de Colombia» en 94.9 F.M.
El 1 de diciembre de 2013, Bésame regresó a Cali.

### 2014-presente
Desde el 2 de marzo de 2014 la estación radial ibaguereña La Voz del Tolima, que es propiedad de la familia del presentador Paulo Laserna Phillips; fue adquirida por Caracol Radio y en la frecuencia 870 en AM se transmitía la emisora Bésame para la ciudad de Ibagué hasta finales de 2016, trasladando su nombre, a partir de enero de 2017 en la frecuencia 1350 AM, donde anteriormente se emitía Oxígeno AM, conservando su programación musical popular de esta última estación.
En septiembre de 2014 la frecuencia 1120 de Tunja fue reemplazada por la Cadena Básica de Caracol Radio, luego de que la frecuencia de esta última estación (1170 AM) fuera adquirida a la Cadena Radial Vida de la Comunidad Protestante Manantial, esta decisión generó inconformismo entre los oyentes ya que era la única estación en el departamento dedicado 100% al género romántico con buenos índices de sintonía, por cuanto en 2015 se decidió que su programación musical fuera emitida a través de Oxígeno AM hasta su cambio de nombre por Bésame en septiembre de 2016.
El 1 de junio de 2015 la emisora transmite en la ciudad de Neiva en la frecuencia de 1210 AM, el 1° de agosto de 2016 se instala en la ciudad de Cúcuta en la frecuencia de 980 AM, el 17 de septiembre se instala en los 1360 AM de Cartagena y en los 1230 AM de Tunja, a mediados de diciembre de 2016 se instala en los 1130 AM de Pasto, y en febrero de 2017 se instala en los 930 AM de Manizales, en estas cinco últimas ciudades remplazaron a Oxígeno AM.
Desde el 1 de diciembre de 2016 la emisora regresa a la ciudad de Barranquilla después de siete años de ausencia ocupando la frecuencia de 88.6 FM, en reemplazo de LOS40.
El 28 de febrero de 2017 ocupa la frecuencia 1300 AM en la ciudad de Pereira y el 1 de marzo ocupa la frecuencia 1120 AM en la ciudad de Bucaramanga, en ambas ciudades remplaza a Q´hubo Radio, en el caso de Bucaramanga la emisora duro solo hasta el 31 de marzo ya que la frecuencia donde se emitía fue adquirida a empresarios independientes y desde el 1 de abril dejó de pertenecer a Caracol Radio; en el caso de Tunja la emisora solo duró hasta finales de septiembre de 2017, luego de que Caracol Radio decidiera ceder la frecuencia 1230 AM al empresario Simón Ortiz Medina propietario de las emisoras Armonías Boyacenses, La Voz de Garagoa y La Voz del Carare de Vélez, para establecer la emisora Radio Recuerdos. Vale la pena advertir que este no tiene ningún vínculo con la estación homónima que perteneció a dicha cadena entre 1985 a 2013; en Cartagena la emisora solo duró hasta el 27 de diciembre de 2017 debido a que Caracol Radio vendió su frecuencia a la sociedad Gamez Editores propietarios del periódico Diario del Norte y de la emisora Cardenal Estéreo para establecer la emisora del sistema Cardenal en dicha ciudad e incorporar a las ya establecidas en las ciudades de Barranquilla, Valledupar y Sincelejo. 
Por decisión de Caracol Radio y el Grupo Prisa, el 1 de enero de 2018 se amplió nuevamente el sistema Bésame en las ciudades intermedias del país, regresando la llamada "Radio Apasionada" en Frecuencia Modulada (FM) a las ciudades de Bucaramanga, Cúcuta, Manizales, Pereira, Armenia, Popayán y Sogamoso (con cobertura para las ciudades de Tunja y Duitama y municipios circunvecinos) sustituyendo a las frecuencias que ocupaba Oxígeno Urbana con excepción de Cali y Barranquilla que ya cuentan con emisora del sistema (Cali 106.5 FM Y Barranquilla 88.6 FM) y que sustituyeron a Oxígeno Urbana por Los 40 (Cali 90.5 FM y Barranquilla 92.6 FM).
Respecto a la emisora AM de Pereira, esta solo duró hasta el 30 de septiembre de 2018 debido a que Caracol Radio vendió la frecuencia 1300 AM a empresarios independientes para establecer nuevamente la emisora Radio Reloj a partir del 1 de octubre; mismo caso sucedió con la frecuencia 1130 AM de Pasto, cuando Bésame dejó de emitir el 27 de diciembre de 2018 debido a la venta de la frecuencia a empresarios independientes de la región para establecer la emisora Radio Reloj en dicha ciudad. 
Desde enero de 2019 la Frecuencia 1210 AM de Neiva emite desde las 5 AM la programación del sistema W Radio luego de que la Frecuencia 104.3 FM fuera devuelta a su propietario, el Sistema AS del fallecido periodista Édgar Artunduaga.
El 18 de enero de 2020 Bésame cede la frecuencia 107.3 FM de Nobsa a la Cadena Básica de Caracol Radio, y su programación pasa a emitirse vía streaming hasta finales de 2022. 
Como parte de una nueva reestructuración de su portafolio, Caracol Radio realizó en julio de 2020 algunos cambios en sus productos radiofónicos. Las marcas Oxígeno y Los 40 se fusionaron para conformar la cadena juvenil Oxígeno by Los 40. En Medellín se abrió un nuevo formato musical llamado W+, que transmite en las mañanas el noticiero de Julio Sánchez Cristo y luego tiene una programación musical adulta contemporánea. Y se revivió en Bogotá la marca Bésame, que había desaparecido para dar paso a Los 40 Principales cuando perdió su frecuencia original en 2016.
Fue así como el 1 de agosto de 2020 Bésame regresó a Bogotá en la frecuencia 97.4 FM. La primera canción que transmitió ese día a las 12:00 AM fue "Alguien me gusta" de Andy Rivera y Jhonny Rivera, con lo que marcó diferencia con las emisoras tradicionales de baladas y Pop Latino. Ese mismo día, se incorporó al operador de televisión ETB como señal de audio en el canal 731 reemplazando también a LOS40.
A finales de octubre de 2020, Bésame deja de emitirse en las frecuencias 930 AM de Manizales y 980 AM de Cúcuta, siendo remplazadas por Tropicana, cuyas señales se originan en simultánea con las frecuencias 105.7 FM y 89.7 FM respectivamente en dichas ciudades, excepto espacios y transmisiones locales.
El 22 de mayo de 2023, Besame deja de emitirse en la frecuencia 1210 AM de Neiva, siendo remplazada al día siguiente por el sistema W Radio.

## Frecuencias
| Ciudad                                | Frecuencia | Indicativo |
| ------------------------------------- | ---------- | ---------- |
| Armenia                               | 90.7 FM    | HJCQ       |
| Barranquilla                          | 88.6 FM    | HJH25      |
| Bogotá                                | 97.4 FM    | HJL80      |
| Bucaramanga                           | 104.7 FM   | HJYF       |
| Cali                                  | 106.5 FM   | HJQ46      |
| Cúcuta                                | 100.7 FM   | HJQH       |
| Ibagué                                | 1350 AM    | HJHL       |
| Manizales                             | 91.7 FM    | HJHC       |
| Medellín (La voz de Colombia)         | 94.9 FM    | HJDW       |
| Pereira                               | 93.7 FM    | HJRE       |
| Popayán                               | 106.9 FM   | HJK47      |
| Purificación (Audio de Bésame Ibagué) | 97.5 FM    | HJC96      |